# Matteo Castelli
Matteo Castelli, auch Matteo Castello (* um 1560 in Melide (Tessin); † 1632 in Warschau (oder Melide)), Marmor-Bildhauer, entstammte einer bekannten Baumeister- und Bildhauerfamilie von Melide. Ein Neffe war Elia Castello. 

## Leben
Um 1580 war er in Rom in der Werkstatt seines Vetters Domenico Fontana aus Melide tätig, ab 1592 in derjenigen Carlo Madernos, eines andern Vetters. Zuerst war er als Marmor-Bildhauer, dann als Vorarbeiter und Planer bei Carlo Maderno, schließlich selbstständig tätig.
Castelli war der einzige in Ostmitteleuropa tätige Architekt aus dem Umkreis Madernos und ein wichtiger Verbreiter seiner damals zukunftweisenden Ideen und Formen.

## Werke
Zu den wichtigsten Werken, die Castello in Rom erbaute oder mitgestaltete, gehören die drei Kapellen in S. Andrea della Valle (1603–1605), der Westteil der Kirche San Giovanni dei Fiorentini (mit Carlo Maderno ab 1608) und der Wiederaufbau der Kirche Santa Maria Maggiore (1608–1613). An den polnischen Hof berufen, wurde er 1613 erster Architekt von König Sigismund III. Er baute u. a. mit Schloss Warschau eines der ersten Barockschlösser Mitteleuropas, das nach den avantgardistischen Leitlinien Giacomo Fontanas und Madernos angelegt worden war. 
Weiter können Castelli zugeschrieben werden: in Krakau die Kirche St. Peter und Paul (1613–19, die einzige Kirche nördlich der Alpen im römischen Barock), die Fürstenkapelle der Zbaraski in der Dominikanerkirche (1627–1629) und der St.-Stanislaus-Altar in der Kathedrale, außerdem in der Kathedrale von Vilnius die St.-Kasimir-Kapelle (1626–36), das Ujazdowskipalais und die königliche Residenz bei Warschau. In Melide stiftete er 1625–1626 eine Gedenkkapelle und baute den Altar seiner Familie in der Pfarrkirche wieder auf.